# Amlia
Amlia (in lingua aleutina Amlax) è una delle isole Andreanof orientali, nell'arcipelago delle Aleutine, e appartiene all'Alaska (USA). Si trova tra l'isola Atka e Seguam. È lunga 74 km per 14 km di larghezza, con una superficie di 445,70 km². Ha un terreno accidentato e raggiunge i 616 m al suo punto più alto. Non vi è popolazione residente permanente.